# Gionata Mirai
Gionata Mirai (Mantova, 1977) è un chitarrista, compositore e cantante italiano.

## Biografia
È il chitarrista de Il Teatro degli Orrori e  precedentemente dei Super Elastic Bubble Plastic, gruppo di cui è anche la voce.
Con i Super Elastic Bubble Plastic, fondati nel 2001, ha inciso tre album: The Swindler (2005, RedLed rec), Small Rooms (2006, RedLed rec/V2) e Chances (2008, Super Fake rec).
Nel 2005, insieme a Giulio "Ragno" Favero, Pierpaolo Capovilla e Francesco "Franz" Valente, dà vita a Il Teatro degli Orrori.
Dell'impero delle tenebre è l'album d'esordio del "Teatro", pubblicato nel 2007 per La Tempesta Dischi. Nel 2009 esce A sangue freddo, mentre nel 2012 esce Il mondo nuovo sempre per La Tempesta.
Nel 2011 Mirai pubblica un disco da solista, Allusioni (Niegazowana/La Tempesta), costituito da 5 tracce strumentali in cui suona la chitarra a 12 corde.
Nello stesso anno cura le registrazioni e la produzione artistica del disco IL TERZO PRINCIPIO DELLA DINAMICA Venusdistribuzioni della band cremonese Valéry Larbaud.
Ha collaborato live anche con Vincenzo Fasano.

## Discografia

### Da solista
- 2011 – Allusioni (Niegazowana/La Tempesta)
- 2017 – Nelle mani (La Tempesta/Casa Lavica)

### Con i Super Elastic Bubble Plastic
- 2002 – The Double Party Of The Widow (demo)
- 2005 – The Swindler (RedLed Records/Self)
- 2006 – Small Rooms (RedLed Records/V2 Records/Edel)
- 2008 – Chances (Venus Dischi/Super Fake)
- 2009 – Chances to live EP (download gratuito su Rockit.it)

### Con Il Teatro degli Orrori
- 2007 – Dell'impero delle tenebre (La Tempesta)
- 2008 – Il Teatro degli Orrori + Zu (split) EP (La Tempesta)
- 2009 – A sangue freddo (La Tempesta)
- 2012 – Il mondo nuovo (La Tempesta)
- 2015 – Il Teatro degli Orrori (La Tempesta)